# Audan Qordai
Der Audan Qordai (kasachisch Қордай ауданы Qordai audany, russisch Кордайский район Kordaiski rajon) ist der östlichste Bezirk im Gebiet Schambyl in Kasachstan. Mit 157.617 Einwohnern (Stand 1. Januar 2025) ist er der bevölkerungsreichste Bezirk des Gebietes Schambyl.

## Geografie
Der Audan Qordai befindet sich im Gebiet Schambyl im Süden des Landes. Er grenzt im Osten an das Gebiet Almaty und im Westen an den Audan Schu. Im Süden bildet der Fluss Tschüi die Staatsgrenze zu Kirgisistan.

## Bevölkerung
Bei der Volkszählung 1999 hatte der Audan Qordai 104.652 Einwohner. Die Volkszählung 2009 ergab für den Bezirk eine Einwohnerzahl von 124.684. Bei der letzten Volkszählung 2021 lebten 156.270 Menschen im Audan Qordai Die Fortschreibung der Bevölkerungszahl ergab zum 1. Januar 2025 eine Einwohnerzahl von 157.617.
Die Bevölkerung setzt sich zu einem Großteil aus Kasachen und Dunganen zusammen. Bei der Volkszählung im Jahr 2009 stellten Kasachen mit etwa 53 Prozent die größte Bevölkerungsgruppe. 28 Prozent der Einwohner waren Dunganen; im Bezirk lebten rund 35.000 Dunganen, womit im Audan Qordai mehr als die Hälfte aller Dunganen in Kasachstan lebten. Das Siedlungsgebiet der Volksgruppe liegt vor allem im Süden des Bezirks in der Nähe des Ortes Massantschi.
| Einwohnerentwicklung               | Einwohnerentwicklung | Einwohnerentwicklung | Einwohnerentwicklung | Einwohnerentwicklung | Einwohnerentwicklung | Einwohnerentwicklung | Einwohnerentwicklung |
| 1939                               | 1959                 | 1970                 | 1979                 | 1989                 | 1999                 | 2009                 | 2021                 |
| ---------------------------------- | -------------------- | -------------------- | -------------------- | -------------------- | -------------------- | -------------------- | -------------------- |
| 36.295                             | 71.292               | 91.359               | 97.581               | 110.575              | 104.652              | 124.684              | 156.270              |
| Anmerkung: Volkszählungsergebnisse |                      |                      |                      |                      |                      |                      |                      |

## Verwaltungsgliederung
Der Audan Qordai ist in 19 ländliche Bezirke (kasachisch Ауылдық округ Auyldyq okrug; russisch Сельский округ Selski okrug) gegliedert.
| Ländlicher Bezirk | Einwohner | Einwohner | Orte                                |
| Ländlicher Bezirk | 1999      | 2009      | Orte                                |
| ----------------- | --------- | --------- | ----------------------------------- |
| Algha             | 1.184     | 1.077     | Algha, Kökadyr, Musbel              |
| Auqatty           | 5.536     | 7.237     | Auqatty, Qysylsai, Rispole          |
| Betqainar         | 4.647     | 4.443     | Betqainar, Soghandy                 |
| Kenen             | 2.177     | 2.496     | Kenen                               |
| Qaqpatas          | 2.567     | 2.693     | Qaqpatas, Beriktas                  |
| Qarakemer         | 3.634     | 3.286     | Qarakemer, Keru                     |
| Qarassai          | 3.784     | 4.413     | Qarassai batyr, Jengbek             |
| Qarassu           | 4.364     | 4.724     | Qarassu, Ötegen                     |
| Qassyq            | 2.968     | 3.378     | Qassyq                              |
| Qordai            | 24.854    | 27.443    | Qordai                              |
| Massantschi       | 9.608     | 14.502    | Massantschi, Künbatys 1, Künbatys 2 |
| Noghaibai         | 2.494     | 2.404     | Noghaibai, Sarybastau, Scharbaqty   |
| Otar              | 9.962     | 11.749    | Otar, Angyraqai, Bel, Gwardeiski    |
| Sarybulaq         | 4.820     | 5.919     | Sarybulaq, Qainar                   |
| Schambyl          | 3.016     | 4.541     | Schambyl, Schangaturmys             |
| Sortöbe           | 11.876    | 17.183    | Sortöbe, Bular batyr                |
| Stepnoi           | 3.620     | 4.484     | Stepnoje, Qolghuta, Slawnoje        |
| Sulutory          | 1.764     | 1.283     | Sulutory, Köktöbe                   |
| Ülkensulutory     | 1.777     | 1.429     | Ülkensulutory                       |